# Cielle
Cielle est un village de Belgique comptant une centaine d'habitations, faisant partie de la commune de La Roche-en-Ardenne et situé à 3 km du centre-ville. 
Avant la fusion des communes, Cielle était rattaché à Rendeux.

## Patrimoine classé
La ferme de Cielle, datée de 1797.

## Galerie

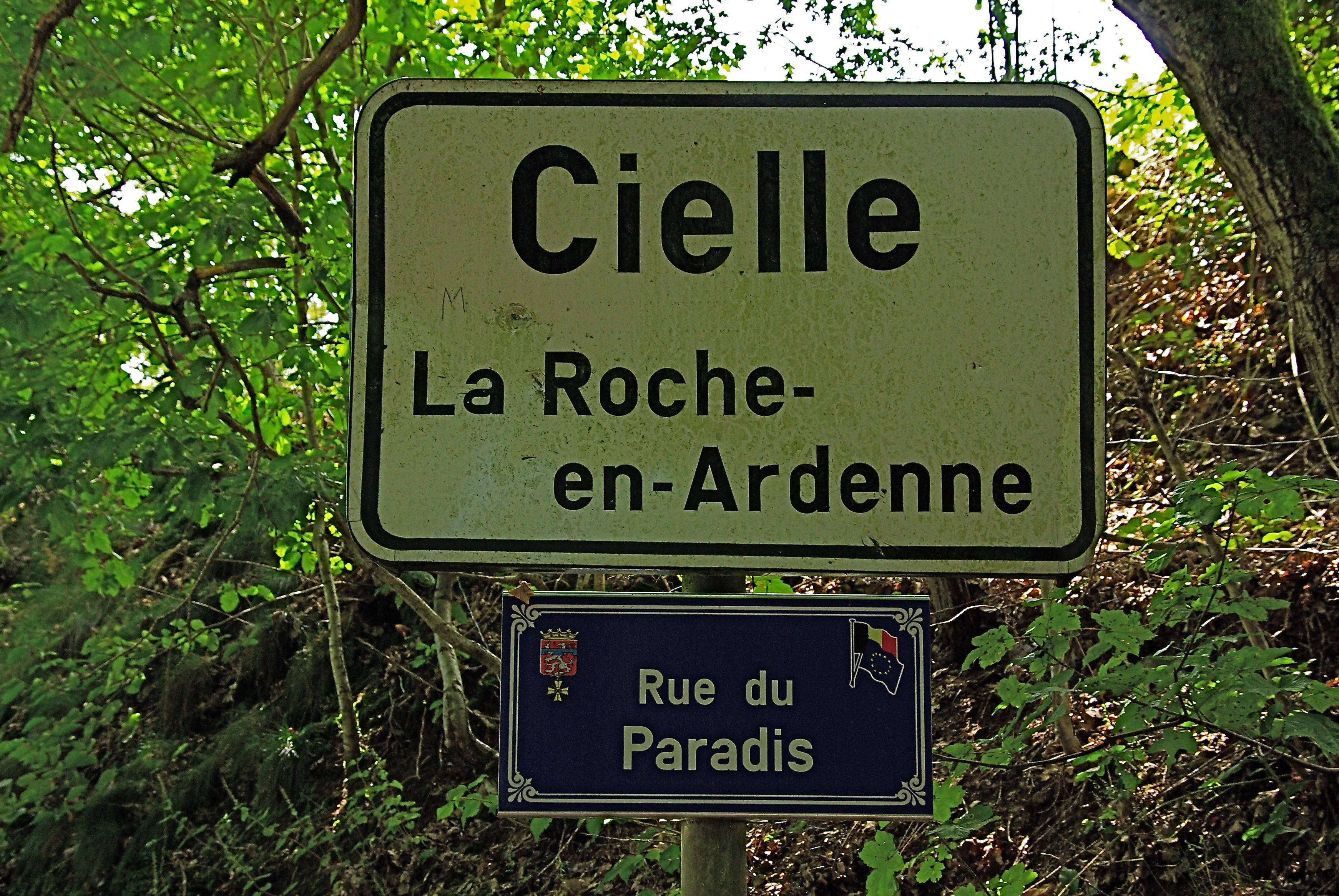
Panneau de signalisation d'entrée à Cielle.
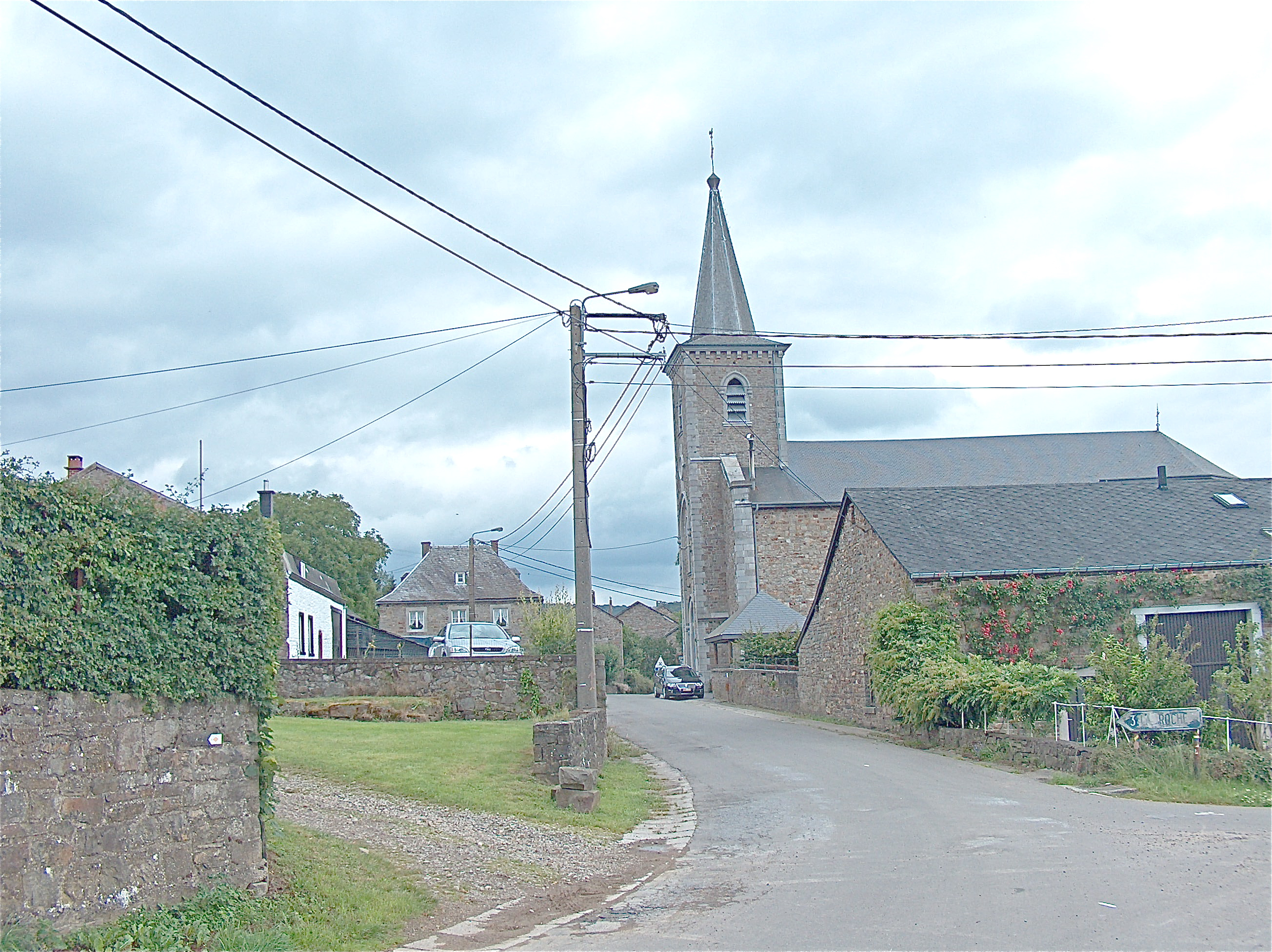
Église de Cielle.
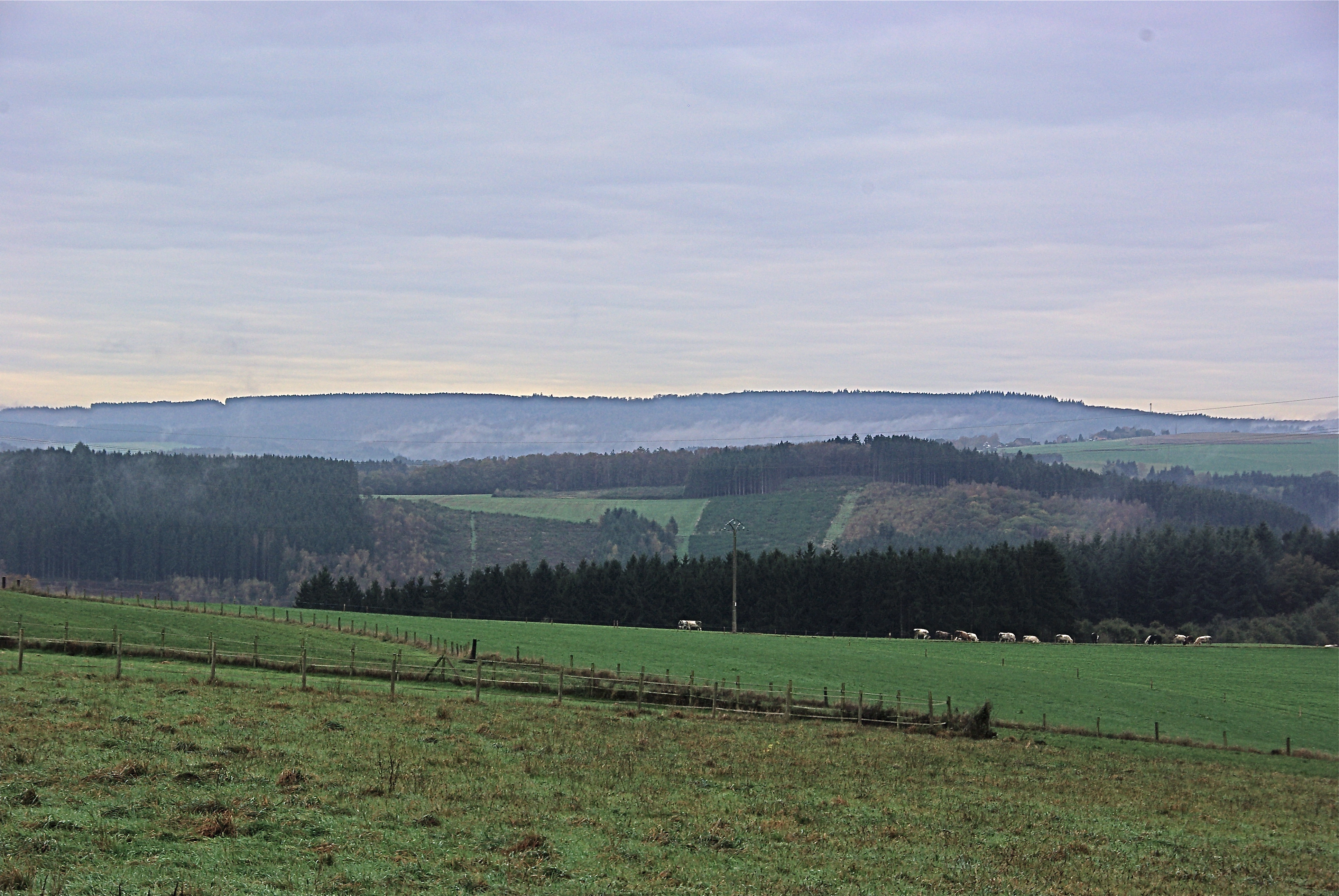
Vue de Cielle.
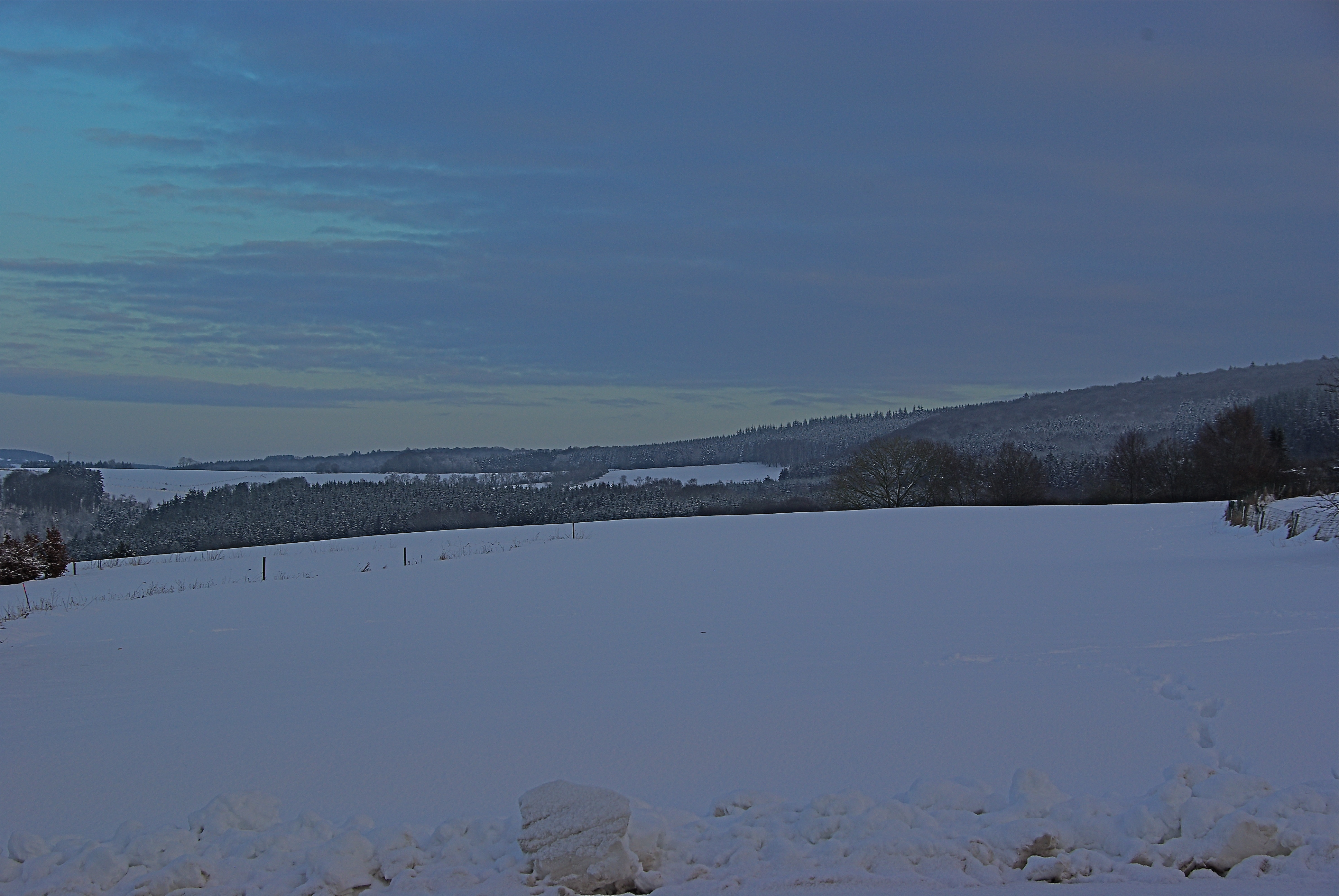
Cielle en hiver